# Halma (Minnesota)
Halma – miasto w Stanach Zjednoczonych, w stanie Minnesota, w hrabstwie Kittson.